# Herbert Morawetz
Herbert Morawetz (16. října 1915 Praha – 29. října 2017 Greenwich Village New York), byl československo-americký chemický inženýr. Byl profesorem chemie na NYU. Jeho práce se zaměřila na polymerní chemii a makromolekuly.